# Krusevo (Macedónia)
Krusevo az azonos nevű község székhelye Észak-Macedóniában.

## Népesség
Krusevónak 2002-ben 5 330 lakosa volt, melyből 4 273 macedón, 1 020 vlach, 26 szerb, 11 egyéb.
Krusevo községnek 2002-ben 9 684 lakosa volt, melyből 6 081 macedón (62,8%), 2 064 albán (21,3%), 1 020 vlach (10,5%), 519 egyéb.

## A községhez tartozó települések
- Krusevo
- Aldanci (Krusevo)
- Ariljevo
- Belusino
- Birino
- Borino
- Bucsin (Krusevo)
- Vrbovec (Krusevo)
- Gornyi Divlyanci
- Donyi Divlyanci
- Jakrenovo
- Milosevo (Krusevo)
- Norovo
- Osztrilci
- Preszil
- Puszta Reka (Krusevo)
- Szazsdevo
- Szveto Mitrani
- Szelce (Krusevo)